# Одлубљивање мрежњаче
Одлубљивање мрежњаче  (ОМ) или аблација ретине је болест ока настала због раздвајања два слоја мрежњаче. Како анатомски гледано мрежњача има десет слојева код овог поремећаја од првог слоја раздвајају се осталих девет слојева, што резултује скупљањем течности простор између та два слоја.
Савремене дијагностичке методе омогућавају рану дијагностику промена које воде ка ОМ, па је могуће предузети превентивне мере у виду фотокоагулације и криоапликација ласером како би се спречио настанак ОМ.

## Епидемиологија
Морбидитет
Процењује се да 15% особа са ОМ на једном оку, касније развије болест и на другом оку. Ризик обостране болести је повећан (25-30%) код особа које су имале обострану операцију очне катаракте. Од свих пацијената са ОМ отприлике, 40-50%  болесника су кратковиди, 30-40% их се подвргло операцији катаракте, а 10-20% их је доживело директну очну повреду. Трауматске аблације су чешће код млађих особа. 
Пол
ОМ се у укупном броју једнако појављује код мушкараца и жена. До 40 година, мушкарци чешће пате од овог стања (60:40) због чешће изложености траумама. 
Старост
Са старењем се учесталост ОМ се повећава; болест се обично јавља у доби 40-70 година.

## Етиологија
Узроци одвајање мрежњаче могу бити:
- урођене малформације ока,
- метаболичким поремећаји,
- повреда ока (укључујући претходне хируршке интервенције на оку),
- болести крвних судова ока,
- велика кратковидост,
- болести стакластог тела, или дегенерација.
- тумори ока,
- запаљења ока,
- дијабетесна ретинопатија (компликација шећерне болести),
- анемија српастих ћелија,
- узнапредовала ретинопатија недоношчади.Најчешћи је облик ОМ је онај током ког долази до пуцање слоја мрежњаче. Очна водица улази на месту пукотине и настаје одлубљивање мрежњаче.

### Фактори ризика
Фактори ризика варирају у зависности од врсте и места одлубљивања ретине, и укључују:
- Кратковидност, која повећава ризик од ОМ, пошто је очна јабучица дужа, а периферни део мрежњаче тањи и већа је вероватноћа да ће се поцепати. Корекција више од −3 диоптрије носи десетоструки ризик.
- Породична историја прекида или одвајања мрежњаче, може бити последица тенденција ка наследној миопији или дегенеративним лезијама мрежњаче.
- Претходна историја ломљења или одвајања мрежњаче на оба ока, која се јавља у око 12% људи са ОМ развија накнадно одвајање на другом оку.

#### Фактори ризика за регматогени облик ОМ
- старост,
- дегенерација решетке (види доле).
- афакија.
- ретиношиза повезана са узрастом.
- претходни прекид мрежњаче.
- Марфанов синдром.
- претходна операција катаракте убрзава одвајање стакластог тела. ОМ се јавља код отприлике 1% људи у недељама до годинама након операције катаракте. Претходна компликована операција катаракте значајно повећава ризик од накнадне ОМ.

#### Фактори ризика за нерегматогене вучне ОМ
- пролиферативна дијабетичка ретинопатија.
- пенетрирајућа повреда ока.
- оклузија ретиналне вене.
- ретинопатија недоношчади.
- претходна џиновска суза мрежњаче.
- ретинопатија српастих ћелија.
- токсокароза.
- тупа траума ока; може постојати латентни период од неколико месеци до година пре него што се појави ОМ.

#### Фактори ризика за нерегматогени ексудативни облик ОМ
- инфламаторна стања - на пример, увеитис, задњи склеритис.
- васкуларне болести - на пример, тешка хипертензија , Коатсова болест.
- токсемија у трудноћи.
- урођене абнормалности - на пример, колобом.
- макулопатија – нпр. влажна макуларна дегенерација повезана са старењем (ОМ повезана са интравитреалним антиваскуларним ендотелним фактором раста (анти-ВЕГФ) је веома ретка.
- малигни тумори (на пример, меланом хороида или очне метастазе) - предиспонирају ексудативно ОМ.

## Врсте
Постоје четири главна типа одлубљивања мрежњаче:
Регматогено одлубљивање мрежњаче
Регматогено одлубљивање мрежњаче настаје услед стварања рупе или кидања слојева (обоје се називају ломови мрежњаче) у мрежњачи која омогућавају течности да прође из стакластог тела у субретинални простор између епитела сензорног  и пигментом епитела мрежњаче.  Ово је најчешћи облик одвајања мрежњаче, који погађа отприлике 1 од 10.000 особа годишње.
Ексудативно, серозно или секундарно одлубљивање мрежњаче
Ексудативно одлубљивање мрежњаче настаје услед запаљења, повреде или васкуларних абнормалности које резултирају акумулацијом течности испод мрежњаче без присуства шупљине, кидања или прелома.
Тракционо одлубљивање мрежњаче
Тракционо одлубљивање мрежњаче настаје када фиброваскуларно ткиво, узроковано повредом, упалом или неоваскуларизацијом, повуче сензорну мрежњачу из ретиналног пигментног епитела.
Комбиновано вучно-регматогено одлубљивање
Мали број одлубљивање мрежњаче је резултат трауме, укључујући тупе ударце у орбиту, продорне трауме и потресе главе. Ретроспективно индијско истраживање спроведено на више од 500 случајева са регматогеним одлубљивањем открило је да је 11% одлубљивање настало услед трауме, да је постепени почетак био правило,и да се преко 50% случајева јавило више од месец дана након повреде.

## Клиничка слика
Главни симптоми почетка аблације су
- нагли и убрзани губитак вида и дефект видног поља у облику завесе (који се код многих болесника јавља као први симптом),
- прашинаста замућења испред ока и светлуцаве тачкице (фотопсија)
- искривљено и таласасто виђење предмета (метаморфопсија)
- појавамањих, или већих кончића, или мушице који лебде у видном пољу

## Дијагноза
Дијагноза се поставља на основу:
- Личне анаменезе из које се могу добити важне информације о претходним болестима као што су увеитис, крварење у стакластом телу, слабовидост, глауком и дијабетична ретинопатија.
- Породичне анамнезе, јер исту болест имају и чланови породице, односно одређена стања и очне болести повећавају склоност за ОМ код потомака.

- Офталмолошког прегеда, током ког лекар проверава вид, видно поље, тражи на оку евентуалне знакове трауме, проверава реакцију зенице на светлост, обавља преглед ока биомикроскопом, проверава очни притисак (у болесном оку је притисак често мањи 4-5 ммХг), прегледа очно дно офталмоскопом.
- Снимања,  попут рендгенског снимања, компјутерске томографије (скенер) или нуклеарне магнетне резонанце (НМР), која иако нису потребна за непосредну дијагнозу ОМ, важна су  ако се сумња на страна тела у оку, или туморе. Некада, и снимање ултразвуком може да помогне.

## Терапија
Лечење је хируршко, и има за циљ затварање пукотине мрежњаче. Хируршким путем, постављањем силиконског лепка, ласером, или смрзавањем слепљују се одвојени делови мрежњаче. Уколико је код ОМ присутно запаљење потребни су одговарајући лекови.

### Криотерапија/ласерска фотокоагулација
Рупе у мрежњачи се лече криотерапијом или ласерском фотокоагулацијом. Тиме се постиже трајна адхезија између мрежњаче и РПЕ. У око 95% случајева ово спречава даље накупљање течности кроз прекиде мрежњаче и зауставља прогресију до ОМ.

### Хируршке методе
Хирургију за ОМ спроводе специјалисти витреоретинални хирурзи.
- Већина РД који не захватају макулу поправљају се истог дана, а они који захватају макулу се поправљају у року од пет дана.
- Оним пацијентима који немају хитну операцију може се саветовати да се строго држе кревета и да држе главу у одређеном положају како би се спречило напредовање одвајања.
- Хируршка интервенција се може обавити под локалном или општом анестезијом, у зависности од врсте поправке која се предузима и кондиције пацијента.
- Брзина еволуције ОМ је кључни фактор при заказивању хитне операције, а тамо где постоји непосредна опасност да ће се фовеа одвојити, операција се мора хитно извести. Тамо где постоји мали ризик од прогресије захватања фовее, можда би било боље користити држање и одмор у кревету, организовати операцију када се може саставити одговарајућа комбинација вештина позоришног тима

#### Хируршке технике
За поновно спајање мрежњаче користе се три хируршке технике, од којих су прве две чешће:

##### Витректомија
Витректомија која обухвата процедуре које се раде на унутрашњим структурама ока, у овом случају, стакластом телу, како би се ублажила вуча. Ваздух, гас или силиконско уље се убризгавају у стакласто тело да би се помогло да се мрежењача изравна. Ваздух или гас се могу полако реапсорбовати; док се уље понекад уклања касније. Ова техника се такође све више користи у регматогеном ОМ. Вид након витректомије може остати оштећен недељама или месецима.

##### Извијање склере
Комад силиконског материјала се поставља на површину склере, причвршћен испод коњунктиве. Ово увлачи зид ока, гурајући га ближе одвојеној мрежњачи. Чини се да ова промена у односима ткива омогућава испумпавање течности која се формирала испод мрежњаче и помаже мрежњачи да се поново причврсти. Диплопија је повремена компликација. Технике извијања склере постижу поновно спајање у преко 90% случајева. Ако постоји велико ОМ или вишеструке рупе, трака од силикона може се поставити свуда око спољашње стране ока, попут каиша.

##### Пнеуматска ретинопексија
Мали експанзилни мехур гаса се убризгава у стакласто тело. Проширује се током 1-3 дана и може се поставити тако да затвори прекид мрежњаче, поново омогућавајући испумпавање течности и подстичући поновно везивање. Ова процедура је омиљена у Северној Америци и ређе се користи у Великој Британији. Погодан је само за мањи број једноставних случајева. Особа може бити упућена да заузме одређени положај и у њему остане што је више могуће неколико дана након операције и да избегава путовање авионом док се мехур гаса не апсорбује (интраокуларни гас се шири на висини). Након тога, пацијенти ће приметити интерфејс гас-течност у својој линији вида (таласаста линија) која се помера наниже током недеља/месеци.

## Компликације
Најчеђће компликације ОМ су:
- губитак вида, као најтежа компликација,
- сужење видног поља,
- слаба перцепција светла,

## Прогноза
Прогноза зависи од времена, типа и од тога да ли је ОМ захваћена макула мрежњаче (место на којем излази оптички нерв). Што је макула више захваћена и што је прошло дуже време од настанка ОМ, прогноза је лошија.

## Превенција
ОМ понекад се може спречити. Најефикасније средство је едукација људи да потраже офталмалошку медицинску помоћ ако имају симптоме који указују на одвајање задњег дела стакластог тела.  Рани преглед омогућава откривање цепања мрежњаче које се може лечити ласером или криотерапијом. Ово смањује ризик од одлубљивања мрежњаче код оних који имају расцеп од око 1:3 до 1:20.
Како постоје неки познати фактори ризика за одвајање мрежњаче, међу којима су  многе активности које се у једном или другом тренутку забрањују онима који су под ризиком како не би дођло до ОМ, са различитим степеном доказа који подржавају ова ограничења.
Операција катаракте је главни узрок и може довести до ОМ чак и дуго времена након операције. Ризик се повећава ако дође до компликација током операције катаракте, али остаје чак и код наизглед некомпликоване операције. Растућа стопа операција катаракте и смањење старости код операција катаракте, неизбежно доводе до повећане инциденце одлубљивања мрежњаче.
Траума је ређи узрок ОМ. Активности које могу да изазову директну трауму ока (бокс, кик бокс, карате, итд.) могу изазвати посебну врсту цепања мређњаче која се зове дијализа мрежњаче. Ова врста цепања се може открити и лечити пре него што се развије у ОМ. Из тог разлога руководећи органи у неким од наведених спортова морају да захтевају редовне прегледе очију.
Особе које су склоне ОМ због високог нивоа миопије охрабрују се да избегавају активности у којима постоји ризик од шока за главу или очи, иако без директне трауме ока база доказа за ово може бити неуверљива.
Неки лекари препоручују избегавање активности које нагло убрзавају или успоравају око, укључујући бенџи скокове и падобранство, али са мало доказа. Одлубљивање мрежњаче не настаје као резултат напрезања очију, савијања или подизања тешког терета.